# Cnidoscolus calyptrodontus
Cnidoscolus calyptrodontus är en törelväxtart som beskrevs av Francisco Javier Fernández Casas. Cnidoscolus calyptrodontus ingår i släktet Cnidoscolus och familjen törelväxter. Inga underarter finns listade i Catalogue of Life.